# Senza nuvole (singolo)
Senza nuvole è una canzone scritta da Daniele Coro e Federica Camba e interpretata da Alessandra Amoroso. È il secondo singolo estratto dall'album della cantante Senza nuvole.

## Descrizione
Il brano viene reso disponibile per il download digitale e per l'airplay radiofonico a partire dal 16 ottobre 2009. Il singolo raggiunge come massima posizione nella classifica FIMI la sesta. La canzone è stata scelta come colonna sonora del film Amore 14 dal regista Federico Moccia nel 2009. Il singolo, certificato nel 2010 disco d'oro per le oltre 15 000 copie vendute in digitale, raggiunge nel 2012 la certificazione di disco di platino per le oltre 30 000 copie vendute.
Il brano viene inserito in due compilation: Je t'aime 2012 e Le 100 canzoni italiane di oggi nel 2013.
Nel 2015 viene incisa la versione spagnola del brano, dal titolo Sin una nube, contenuta nell'album Alessandra Amoroso, dove viene cantata in duetto con Diego Torres.

## Video musicale
Il videoclip del brano è stato realizzato a Roma per la regia di Pat Marrone. Nel video si alternano le scene della storia d'amore dei protagonisti del film Amore 14 quali l'incontro al negozio di dischi, le corse fra i prati e il primo bacio con scene in cui Alessandra canta la sua canzone mentre la scrive sotto forma di lettera (ancora una volta il testo entra a far parte del videoclip) battendola al computer. Una volta completata la scrittura, stampa diverse copie della lettera che, insieme alla maglietta rossa (il ricordo per eccellenza della storia d'amore con il suo lui) conserva in un cassetto che, coraggiosamente, chiude.
Da notare come sia presente una scena in cui Alessandra è coricata a letto nella stessa posizione della protagonista nel film.
Il video è stato premiato al Roma videoclip festival come miglior videoclip 2009, ed ottiene lo stesso riconoscimento anche dal sondaggio, indetto da Mtv Hits, con la collaborazione di Sky.it. Non ha vinto invece l'Mtv Top 20 Ladies in Pop, per cui era anche in gara e che alla fine è andato a Giusy Ferreri con Non ti scordar mai di me.

## Tracce
Download digitale
1. Senza nuvole – 3:43 (Federica Camba e Daniele Coro)

## Formazione
- Alessandra Amoroso - voce
- Roberto Bassi - programmazione
- Simone Papi - organo Hammond, pianoforte
- Giorgio Secco - chitarra acustica, chitarra elettrica
- Cesare Chiodo - basso
- Diego Corradin - batteria
- Federica Camba - cori

## Classifiche
| Classifica (2009)       | Posizione più alta |
| ----------------------- | ------------------ |
| Classifica Singoli FIMI | 6                  |